# Alfonso Dastis
Alfonso María Dastis Quecedo (Jerez de la Frontera, Cádiz, 5 de octubre de 1955) es un diplomático español, actual embajador de España en Hungría desde 2022. Anteriormente, fue ministro de Asuntos Exteriores y de Cooperación entre 2016 y 2018, y ha sido el máximo responsable de la Representación Permanente de España ante la Unión Europea (2011-2016) así como de las embajadas ante los Países Bajos (2004-2011) e Italia (2018-2022).

## Datos biográficos
Licenciado en Derecho por la Universidad CEU San Pablo, ingresó en 1983 en la carrera diplomática del Reino de España. Durante la misma ha desarrollado tareas de asesor ejecutivo en el gabinete del ministro de Asuntos Exteriores, consejero en la Representación Permanente de España ante la Organización de las Naciones Unidas, vocal asesor en el gabinete de Presidencia del Gobierno, director de la Unidad de Apoyo del comité organizador de la Presidencia Española de la Unión Europea de 2002 y secretario general de Asuntos Europeos.
En 2004 fue nombrado embajador de España en los Países Bajos y hasta diciembre de 2011 era coordinador COREPER en la Representación Permanente ante la Unión Europea en Bruselas.
Entre diciembre de 2011 y noviembre de 2016 fue Representante Permanente de España ante la Unión Europea.
El 4 de noviembre de 2016 fue nombrado ministro de Asuntos Exteriores y Cooperación responsabilidad que asumió hasta junio de 2018.
En octubre de 2017 dijo en una entrevista que el castellano se discriminaba en las escuelas catalanas. Días después, en una entrevista internacional explicó que no era cierto que hubiera existido brutalidad policial en las cargas policiales durante el 1 de octubre en Cataluña y defendió que algunas fotos y noticias difundidas fueron falsas.
En septiembre de 2018 se anunció su nombramiento como nuevo embajador de España en la República Italiana.
En octubre de 2022, fue destinado a la Embajada en Hungría.

## Condecoraciones
- Gran Cruz de la Orden de Carlos III (3 de agosto de 2018)[8]

- Gran Cruz de la Orden El Sol del Perú (2017)[9]